# 上辛恩
上辛恩（德語：Obersinn，發音：[ˈoːbɐˌzɪn] ⓘ，得名于辛恩河）是德国巴伐利亚州下弗兰肯行政区美因-施佩萨特县的市镇，面积11.69平方千米，2023年12月31日人口为944人。